# FACEIT Major: London 2018
O FACEIT Major: London 2018, também conhecido como FACEIT Major 2018, ou London 2018, foi o décimo terceiro Campeonato Major de Counter-Strike: Global Offensive, o segundo Major de 2018 e o primeiro organizado pela FACEIT. Contou com vinte e quatro equipes profissionais de todo o mundo e foi realizado em Londres, Reino Unido. As Fases dos Desafiantes e das Lendas foram realizadas no Twickenham Stadium, e os playoffs foram disputados com presença de público ao vivo na Wembley Arena. O Major de Londres foi o sexto Major consecutivo, com um prêmio total de US$ 1.000.000. As dezesseis melhores equipes do Major anterior, Boston 2018, se classificaram automaticamente para o FACEIT Major, enquanto outras oito equipes se classificaram a partir de suas respectivas eliminatórias regionais. As oito equipes das eliminatórias regionais e as oito últimas equipes de Boston 2018 (juntas chamadas de "Desafiadoras”) estrearam na "Fase dos Desafiadores", um torneio de sistema suíço. As oito melhores dessa fase avançaram para enfrentar as oito melhores equipes de Boston (“Lendas”) em uma segunda fase de grupos no sistema suíço, a Fase das Lendas. Os oito melhores dessa fase avançaram para os playoffs. 
FaZe Clan, MIBR e Natus Vincere foram as únicas equipes Lendas que mantiveram seu status de Lenda nesse Major, avançando para os playoffs. Team Liquid, compLexity Gaming, BIG, HellRaisers e Astralis foram as novas Lendas coroadas nesta edição. A atual campeã Cloud9, juntamente com mousesports, Fnatic, G2 Esports e Winstrike Team, foram eliminadas na Fase das Lendas, perdendo assim o status de Lendas. A Fnatic não conseguiu avançar para os playoffs pela primeira vez na história da equipe; a organização possuiu o status de Lenda em todos os Majors até Londres. Isso também encerrou a carreira de Freddy “KRiMZ” Johansson como um dos únicos jogadores a participar de todos os Majors e se tornar uma Lenda. Isso deixou Olof “olofmeister” Kajbjer como o único jogador a se tornar uma Lenda em todos os Majors da história do CS:GO e o MIBR como a única equipe a ser Lenda em todos os Majors dos quais participou. Esse Major também foi significativo, pois nenhuma equipe de maioria sueca se tornou Lenda depois que a Ninjas in Pyjamas caiu para o MIBR na fase de Lendas. A Cloud9 também se tornou a segunda equipe na história do CS:GO a perder seu status de Lendas após vencer o Major anterior, junto com a Team EnVyUs. 
A grande final foi disputada entre Natus Vincere e Astralis. A Natus Vincere derrotou a BIG nas quartas de final e o MIBR nas semifinais, enquanto a Astralis derrotou a FaZe Clan e a Team Liquid, respectivamente. Em uma vitória bastante convincente por dois mapas a zero, a Astralis derrotou a Natus Vincere e conquistou seu segundo título de Major, empatando com o antigo núcleo francês da Team EnVyUs e com o antigo núcleo brasileiro da Luminosity e da SK Gaming pelo segundo maior número de títulos de Major na história.

## Informações
Counter-Strike: Global Offensive (CS:GO) é um jogo online desenvolvido pela Valve e pela Hidden Path Entertainment. É o quarto jogo da série Counter-Strike. No cenário profissional de CS:GO, os Majors patrocinados pela Valve são os torneios de maior prestígio.
A atual campeã é a Cloud9, que se tornou a primeira equipe norte-americana a vencer um Major e apenas a terceira equipe não europeia a vencer um Major. A equipe sueca Fnatic participou como a equipe de CS:GO mais vitoriosa na história dos Majors, com três títulos.

## Formato
A FACEIT manteve, em grande parte, o formato do Major de Boston 2018, que havia sido anunciado pela Valve e pela ELEAGUE. Nessa estrutura, a classificatória offline que ocorria antes dos primeiros Majors foi rebatizada de "Fase dos Desafiadores" e se tornou parte oficial do torneio. Além disso, o formato competitivo se manteve praticamente o mesmo desde que o sistema suíço de 16 equipes foi implementado, substituindo o formato GSL usado no ELEAGUE Major 2017.
O ciclo do Major começou com quatro Minors, ou classificatórias regionais: Américas, Ásia, CEI e Europa. Destas, duas equipes de cada qualificatória avançaram para a Fase dos Desafiadores. Essa fase contou com 16 equipes: as oito últimas classificadas da Fase das Lendas do Major anterior e as oito equipes provenientes das Minors. Essas equipes competiram em um sistema suíço, e as oito melhores avançaram para a próxima fase do Major, chamada “Fase das Lendas”.
A Fase das Lendas, composta por 16 equipes, substituiu a antiga fase de grupos. Essa fase incluiu as oito equipes que avançaram da Fase dos Desafiadores e as oito Lendas do Major de Boston. Assim como na Fase dos Desafiadores, a Fase das Lendas utilizou um formato de 16 equipes com sistema suíço. As oito melhores equipes dessa fase avançaram para os playoffs e conquistaram o status de Lenda para o próximo Major.
O formato da FACEIT para as etapas de Desafiadores e Lendas fez apenas algumas pequenas alterações em relação ao formato anterior do Major. Na quinta rodada de cada fase, as seis equipes restantes jogaram uma série melhor de três partidas, ao invés da antiga melhor de um. Além disso, a fase de grupos utilizou o sistema Buchholz para a distribuição dos confrontos no formato suíço, em vez de um sorteio aleatório. No sistema Buchholz da FACEIT, as equipes que enfrentaram adversários mais fortes obtiveram classificações mais altas após a primeira rodada, já que a dificuldade de cada partida é determinada pelo número de vitórias dos oponentes.
Nos playoffs, agora chamados de "Fase dos Campeões", oito equipes competiram em uma eliminatória simples, em séries melhor de três. A FACEIT implementou algumas pequenas mudanças nessa fase. Em vez de sortear as equipes que tinham o mesmo desempenho, os playoffs classificaram as equipes de acordo com a dificuldade dos adversários que enfrentaram na fase anterior. Essa dificuldade foi determinada pela soma das vitórias dos oponentes na Fase das Lendas.

### Mapas
Em 20 de abril de 2018, a Valve anunciou que a nova Dust II  substituiria a Cobblestone no conjunto de mapas da rotação competitiva, mudando o conjunto de mapas a partir de Boston 2018.
| - Cache - Dust II - Inferno - Mirage - Nuke - Overpass - Train |

## Equipes
Nomenclaturas dos "Seeds"
1. "Lendas" (1-8º colocados do Major anterior)
2. "Desafiantes Veteranos" (9-16º colocados do Major anterior)
3. "Desafiantes dos Minors" (Equipes que se classificaram para o Major através das eliminatórias regionais)

| Região                                   | Acr                                | Método de Qualificação                        | Equipe                             | Seed                               |
| Qualificado para a Fase das Lendas       | Qualificado para a Fase das Lendas | Qualificado para a Fase das Lendas            | Qualificado para a Fase das Lendas | Qualificado para a Fase das Lendas |
| ---------------------------------------- | ---------------------------------- | --------------------------------------------- | ---------------------------------- | ---------------------------------- |
| Américas                                 | NA                                 | Campeão do ELEAGUE Major: Boston 2018         | Cloud9                             | 1                                  |
| Europa                                   | EU                                 | Vice-campeão do ELEAGUE Major: Boston 2018    | FaZe Clan                          | 1                                  |
| CEI                                      | CEI                                | 3-4º colocado do ELEAGUE Major: Boston 2018   | Natus Vincere                      | 1                                  |
| Américas                                 | SA                                 | 3-4º colocado do ELEAGUE Major: Boston 2018   | MIBR                               | 1                                  |
| Europa                                   | EU                                 | 5-8º colocado do ELEAGUE Major: Boston 2018   | mousesports                        | 1                                  |
| CEI                                      | CEI                                | 5-8º colocado do ELEAGUE Major: Boston 2018   | Winstrike Team                     | 1                                  |
| Europa                                   | EU                                 | 5-8º colocado do ELEAGUE Major: Boston 2018   | G2 Esports                         | 1                                  |
| Europa                                   | EU                                 | 5-8º colocado do ELEAGUE Major: Boston 2018   | Fnatic                             | 1                                  |
| Qualificado para a Fase dos Desafiadores |                                    |                                               |                                    |                                    |
| CEI                                      | CEI                                | 9-11º colocado do ELEAGUE Major: Boston 2018  | Gambit Esports                     | 2                                  |
| CEI                                      | CEI                                | 9-11º colocado do ELEAGUE Major: Boston 2018  | Vega Squadron                      | 2                                  |
| Europa                                   | EU                                 | 9-11º colocado do ELEAGUE Major: Boston 2018  | Space Soldiers                     | 2                                  |
| Américas                                 | NA                                 | 12-14º colocado do ELEAGUE Major: Boston 2018 | Team Liquid                        | 2                                  |
| Europa                                   | EU                                 | 12-14º colocado do ELEAGUE Major: Boston 2018 | BIG                                | 2                                  |
| Europa                                   | EU                                 | 12-14º colocado do ELEAGUE Major: Boston 2018 | Astralis                           | 2                                  |
| Europa                                   | EU                                 | 15-16º colocado do ELEAGUE Major: Boston 2018 | North                              | 2                                  |
| CEI                                      | CEI                                | 15-16º colocado do ELEAGUE Major: Boston 2018 | Virtus.pro                         | 2                                  |
| Europa                                   | EU                                 | 1º colocado das Eliminatórias Europeias       | Ninjas in Pyjamas                  | 3                                  |
| Europa                                   | EU                                 | 2º colocado das Eliminatórias Europeias       | OpTic Gaming                       | 3                                  |
| Américas                                 | NA                                 | 1º colocado das Eliminatórias Americanas      | compLexity Gaming                  | 3                                  |
| Américas                                 | NA                                 | 2º colocado das Eliminatórias Americanas      | Rogue                              | 3                                  |
| CEI                                      | CEI                                | 1º colocado das Eliminatórias do CEI          | HellRaisers                        | 3                                  |
| CEI                                      | CEI                                | 2º colocado das Eliminatórias do CEI          | Team Spirit                        | 3                                  |
| Ásia-Pacífico                            | APAC                               | 1º colocado das Eliminatórias Asiáticas       | Renegades                          | 3                                  |
| Ásia-Pacífico                            | APAC                               | 2º colocado das Eliminatórias Asiáticas       | TYLOO                              | 3                                  |

## Fase dos Desafiadores
A Fase dos Desafiadores ocorreu de 5 a 9 de setembro de 2018. A Fase dos Desafiadores, também conhecida como fase Preliminar e anteriormente conhecida como classificatória off-line, será um torneio suíço de dezesseis equipes. 
| Pos. | Equipe            | V | D | RV  | RD  | DR  | Qualificação                       |
| ---- | ----------------- | - | - | --- | --- | --- | ---------------------------------- |
| 1    | Team Liquid       | 3 | 0 | 51  | 30  | +21 | Qualificado para a Fase das Lendas |
| 2    | Ninjas in Pyjamas | 3 | 0 | 60  | 43  | +17 | Qualificado para a Fase das Lendas |
| 3    | Astralis          | 3 | 1 | 74  | 48  | +26 | Qualificado para a Fase das Lendas |
| 4    | compLexity Gaming | 3 | 1 | 55  | 54  | +1  | Qualificado para a Fase das Lendas |
| 5    | HellRaisers       | 3 | 1 | 69  | 70  | -1  | Qualificado para a Fase das Lendas |
| 6    | BIG               | 3 | 2 | 92  | 69  | +23 | Qualificado para a Fase das Lendas |
| 7    | Vega Squadron     | 3 | 2 | 99  | 89  | +10 | Qualificado para a Fase das Lendas |
| 8    | TyLoo             | 3 | 2 | 114 | 106 | +8  | Qualificado para a Fase das Lendas |
| 9    | North             | 2 | 3 | 92  | 96  | -4  | Eliminado                          |
| 10   | Team Spirit       | 2 | 3 | 84  | 90  | -6  | Eliminado                          |
| 11   | OpTic Gaming      | 2 | 3 | 91  | 112 | -21 | Eliminado                          |
| 12   | Gambit Esports    | 1 | 3 | 55  | 61  | -6  | Eliminado                          |
| 13   | Rogue             | 1 | 3 | 56  | 67  | -11 | Eliminado                          |
| 14   | Renegades         | 1 | 3 | 45  | 63  | -18 | Eliminado                          |
| 15   | Space Soldiers    | 0 | 3 | 36  | 51  | -15 | Eliminado                          |
| 16   | Virtus.pro        | 0 | 3 | 24  | 48  | -24 | Eliminado                          |

## Fase das Lendas
A Fase das Lendas, anteriormente conhecida como fase de grupos, usou o mesmo formato da Fase dos Desafiadores. Essa etapa ocorreu de 12 a 16 de setembro de 2018.
| Pos. | Equipe            | V | D | RV  | RD  | DR  | Qualificação                         |
| ---- | ----------------- | - | - | --- | --- | --- | ------------------------------------ |
| 1    | compLexity Gaming | 3 | 0 | 48  | 23  | +25 | Qualificado para a Fase dos Campeões |
| 2    | Team Liquid       | 3 | 0 | 51  | 32  | +19 | Qualificado para a Fase dos Campeões |
| 3    | Astralis          | 3 | 1 | 63  | 37  | +26 | Qualificado para a Fase dos Campeões |
| 4    | Natus Vincere     | 3 | 1 | 62  | 43  | +19 | Qualificado para a Fase dos Campeões |
| 5    | BIG               | 3 | 1 | 56  | 37  | +19 | Qualificado para a Fase dos Campeões |
| 6    | FaZe Clan         | 3 | 2 | 90  | 68  | +22 | Qualificado para a Fase dos Campeões |
| 7    | Hell Raisers      | 3 | 2 | 113 | 94  | +19 | Qualificado para a Fase dos Campeões |
| 8    | MIBR              | 3 | 2 | 90  | 84  | +6  | Qualificado para a Fase dos Campeões |
| 9    | Ninjas in Pyjamas | 2 | 3 | 90  | 100 | -10 | Eliminado                            |
| 10   | Fnatic            | 2 | 3 | 75  | 102 | -27 | Eliminado                            |
| 11   | G2 Esports        | 2 | 3 | 83  | 112 | -29 | Eliminado                            |
| 12   | Vega Squadron     | 1 | 3 | 45  | 52  | -7  | Eliminado                            |
| 13   | Cloud9            | 1 | 3 | 58  | 73  | -15 | Eliminado                            |
| 14   | TyLoo             | 1 | 3 | 37  | 61  | -24 | Eliminado                            |
| 15   | Winstrike Team    | 0 | 3 | 30  | 51  | -21 | Eliminado                            |
| 16   | mousesports       | 0 | 3 | 26  | 48  | -22 | Eliminado                            |

## Fase dos Campeões
A Fase dos Campeões foi um torneio de eliminação simples, melhor de três partidas, com as equipes jogando até que um vencedor fosse decidido. Esta fase ocorreu na Wembley Arena entre 20 de setembro de 2018 e 23 de setembro de 2018. As chaves foram reveladas logo após o MIBR derrotar o NIP no último mapa da fase de grupos. As equipes foram classificadas inicialmente com base em seu desempenho na Fase das Lendas e, em seguida, com base na dificuldade dos seus jogos, definida pelo sistema Buchholz.

### Esquema
|  | Quartas de final | Quartas de final  | Quartas de final | Quartas de final | Quartas de final | Quartas de final |   |             | Semifinais  | Semifinais | Semifinais | Semifinais | Semifinais | Semifinais |  |  | Final         | Final         | Final | Final | Final | Final |
|  |                  |                   |                  |                  |                  |                  |   |             |             |            |            |            |            |            |  |  |               |               |       |       |       |       |
|  | 1                | CompLexity Gaming | 4                | 12               | –                | 0                |   |             |             |            |            |            |            |            |  |  |               |               |       |       |       |       |
|  | 8                | MIBR              | 16               | 16               | –                | 2                |   |             |             |            |            |            |            |            |  |  |               |               |       |       |       |       |
|  | 8                | MIBR              | 16               | 16               | –                | 2                |   | MIBR        | MIBR        | 10         | 5          | –          | 0          |            |  |  |               |               |       |       |       |       |
|  |                  |                   |                  |                  |                  |                  |   | MIBR        | MIBR        | 10         | 5          | –          | 0          |            |  |  |               |               |       |       |       |       |
|  |                  | Natus Vincere     | Natus Vincere    | 16               | 16               | –                | 2 |             |             |            |            |            |            |            |  |  |               |               |       |       |       |       |
|  | 4                | Natus Vincere     | Natus Vincere    | 16               | 16               | –                | 2 | BIG         | 2           | 6          | –          | 0          |            |            |  |  |               |               |       |       |       |       |
|  | 4                |                   |                  |                  |                  |                  |   | BIG         | 2           | 6          | –          | 0          |            |            |  |  |               |               |       |       |       |       |
|  | 5                | Natus Vincere     | 16               | 16               | –                | 2                |   |             |             |            |            |            |            |            |  |  |               |               |       |       |       |       |
|  |                  |                   |                  |                  |                  |                  |   |             |             |            |            |            |            |            |  |  | Natus Vincere | Natus Vincere | 6     | 9     | –     | 0     |
|  |                  |                   | Astralis         | Astralis         | 16               | 16               | – | 2           |             |            |            |            |            |            |  |  |               |               |       |       |       |       |
|  | 2                | Team Liquid       | 16               | 10               | 16               | 2                |   |             |             |            |            |            |            |            |  |  |               |               |       |       |       |       |
|  | 7                | HellRaisers       | 10               | 16               | 8                | 1                |   |             |             |            |            |            |            |            |  |  |               |               |       |       |       |       |
|  | 7                | HellRaisers       | 10               | 16               | 8                | 1                |   | Team Liquid | Team Liquid | 8          | 7          | –          | 0          |            |  |  |               |               |       |       |       |       |
|  |                  |                   |                  |                  |                  |                  |   | Team Liquid | Team Liquid | 8          | 7          | –          | 0          |            |  |  |               |               |       |       |       |       |
|  |                  | Astralis          | Astralis         | 16               | 16               | –                | 2 |             |             |            |            |            |            |            |  |  |               |               |       |       |       |       |
|  | 3                | Astralis          | Astralis         | 16               | 16               | –                | 2 | Astralis    | 16          | 16         | –          | 2          |            |            |  |  |               |               |       |       |       |       |
|  | 3                |                   |                  |                  |                  |                  |   | Astralis    | 16          | 16         | –          | 2          |            |            |  |  |               |               |       |       |       |       |
|  | 6                | Ninjas in Pyjamas | 14               | 12               | –                | 0                |   |             |             |            |            |            |            |            |  |  |               |               |       |       |       |       |

### Premiação
| FACEIT Major: London 2018     |
| tamanho=60px                  |
| ----------------------------- |
| Astralis Campeão (2.º título) |